# François-Louis Lemercier
François-Louis Lemercier, voluit François-Louis Lemercier du Chalonge, (Pamiers 28 april 1729 - Toulouse 4 maart 1804) was een priester van de rooms-katholieke kerk en later van de Franse staatskerk na de Franse Revolutie. Hij was bisschop van Pamiers, officieel genoemd 'bisschop van het departement Ariège' van 1801 tot 1802. Hij kwam driemaal in conflict met de Franse overheid, die wisselde van regime.

## Anciène Régime
Onder het regime van de Franse koningen studeerde Lemercier af als doctor in de theologie aan de universiteit van Toulouse. Hij werd weggestuurd van de universiteit omwille van zijn sympathieën voor het jansenisme, wat toen aanzien werd als anti-monarchistisch. Lemercier werd pastoor in Seysses, in de streek van Toulouse, als bestraffing van zijn conflict met de Franse kroon.

## Franse Revolutie
Na de Franse Revolutie sloot Lemercier zich onmiddellijk aan bij de Franse staatskerk, waarbij priesters betaalde ambtenaren werden van de Franse staat. Hij werkte er op het grondwettelijk bisdom Pamiers, dat het bisdom van het departement Ariège werd genoemd. In 1792 werd hij in Toulouse gearresteerd omwille van een conflict met de meer radicale stroming van de Montagnards. Hij werd verbannen naar Frans-Guyana doch hij kwam vrij door toedoen van abbé Grégoire, een priester met invloed onder de Franse revolutionairen. In 1801 werd hij in de kathedraal van Toulouse gewijd tot bisschop van Pamiers/Ariège, onder het regime van de Franse staatskerk.

## Concordaat van Napoleon
In 1801 sloot Napoleon Bonaparte een concordaat met paus Pius VII. Dit akkoord kwam in werking in 1802 en hield in dat alle bisschoppen van de Franse staatskerk ontslagen werden. De paus herstelde immers zijn gezag bij het Franse episcopaat en Lemercier werd de laan uitgestuurd. Dit 3e conflict tussen Lemercier en de Franse overheid was zijn laatste; hij overleed in 1804 in Toulouse. Het bisdom Pamiers werd afgeschaft (tot in 1825).